# Parafia św. Jana Chrzciciela w Ciążeniu
Parafia Świętego Jana Chrzciciela w Ciążeniu jest jedną z 9 parafii leżącą w granicach dekanatu słupeckiego. Erygowana w 1260 roku.

## Dokumenty
Księgi metrykalne: 
- ochrzczonych od 1945 roku
- małżeństw od 1945 roku
- zmarłych od 1945 roku